# Lustjärnen (Burträsks socken, Västerbotten)
Lustjärnen är en sjö i Skellefteå kommun i Västerbotten och ingår i Rickleåns huvudavrinningsområde.